# Sinemuriense
| Era Eratema | Periodo Sistema | Época Serie         | Edad Piso                      | Inicio, en millones de años |
| ----------- | --------------- | ------------------- | ------------------------------ | --------------------------- |
| Mesozoico   | Cretácico       | Cretácico           | Cretácico                      | 143,1                       |
| Mesozoico   | Jurásico        | Superior / Tardío   | Titoniense Titoniano           | 149,2±0,7                   |
| Mesozoico   | Jurásico        | Superior / Tardío   | Kimmeridgiense Kimmeridgiano   | 154,8±0,8                   |
| Mesozoico   | Jurásico        | Superior / Tardío   | Oxfordiense Oxfordiano         | 161,5±1,0                   |
| Mesozoico   | Jurásico        | Medio               | Calloviense Calloviano         | 165,3±1,1                   |
| Mesozoico   | Jurásico        | Medio               | Bathoniense Bathoniano         | 168,2±1,2                   |
| Mesozoico   | Jurásico        | Medio               | Bajociense Bajociano           | 170,9±0,8                   |
| Mesozoico   | Jurásico        | Medio               | Aaleniense Aaleniano           | 174,7±0,8                   |
| Mesozoico   | Jurásico        | Inferior / Temprano | Toarciense Toarciano           | 184,2±0,3                   |
| Mesozoico   | Jurásico        | Inferior / Temprano | Pliensbachiense Pliensbachiano | 192,9±0,3                   |
| Mesozoico   | Jurásico        | Inferior / Temprano | Sinemuriense Sinemuriano       | 199,3±0,3                   |
| Mesozoico   | Jurásico        | Inferior / Temprano | Hettangiense Hettangiano       | 201,4±0,2                   |
| Mesozoico   | Triásico        | Triásico            | Triásico                       | 251,902±0,024               |

El Sinemuriense o Sinemuriano es el segundo piso y edad del Jurásico Inferior/Temprano en la escala temporal geológica. Sucede al Hettangiense y precede al Pliensbachiense. Se inició hace unos 199,3 millones de años y terminó hace unos 192,9 millones de años.
El Sinemuriense se introdujo en la literatura científica por el paleontólogo francés Alcide d'Orbigny en 1842. Recibe su nombre de Sinemurum Briennense castrum, nombre latino de la actual localidad de Semur-en-Auxois (región de Borgoña, Francia).

## Sección estratotipo y punto de límite global (GSSP)

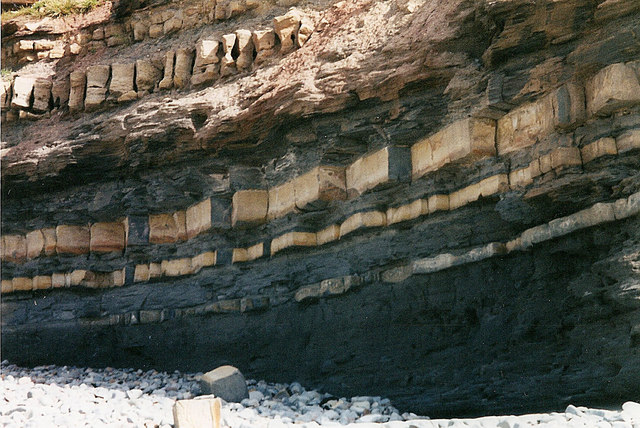
Acantilado de East Quantoxhead (sección próxima al GSSP del Sinemuriense)

La sección estratotipo y punto de límite global (GSSP) para la base del Sinemuriense se encuentra en el acantilado de East Quantoxhead (Bridgwater, condado de Somerset, Reino Unido). Se caracteriza por la primera aparición de los amonites Vermiceras quantoxense y Vermiceras palmeri. El piso y el GSSP fueron aprobados por la Comisión Internacional de Estratigrafía y, posteriormente, ratificados por la Unión Internacional de Ciencias Geológicas en agosto de 2000.
El techo del Sinemuriense se define por el GSSP de la base del Pliensbachiense, que se caracteriza por la asociación de los amonites Bifericeras donovani y Apoderoceras sp. 

## Fauna del Pliensbachiense

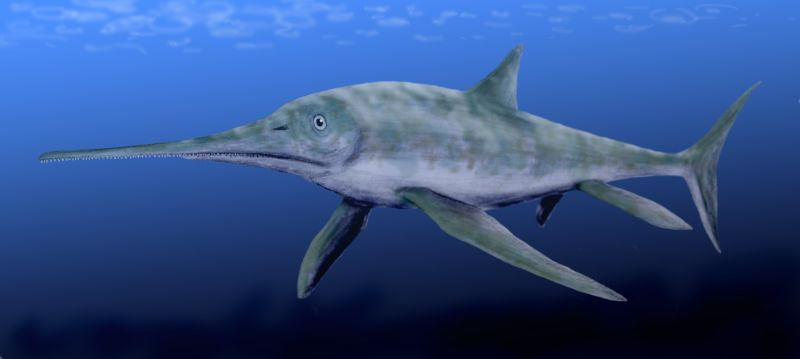
Eurhinosaurus.
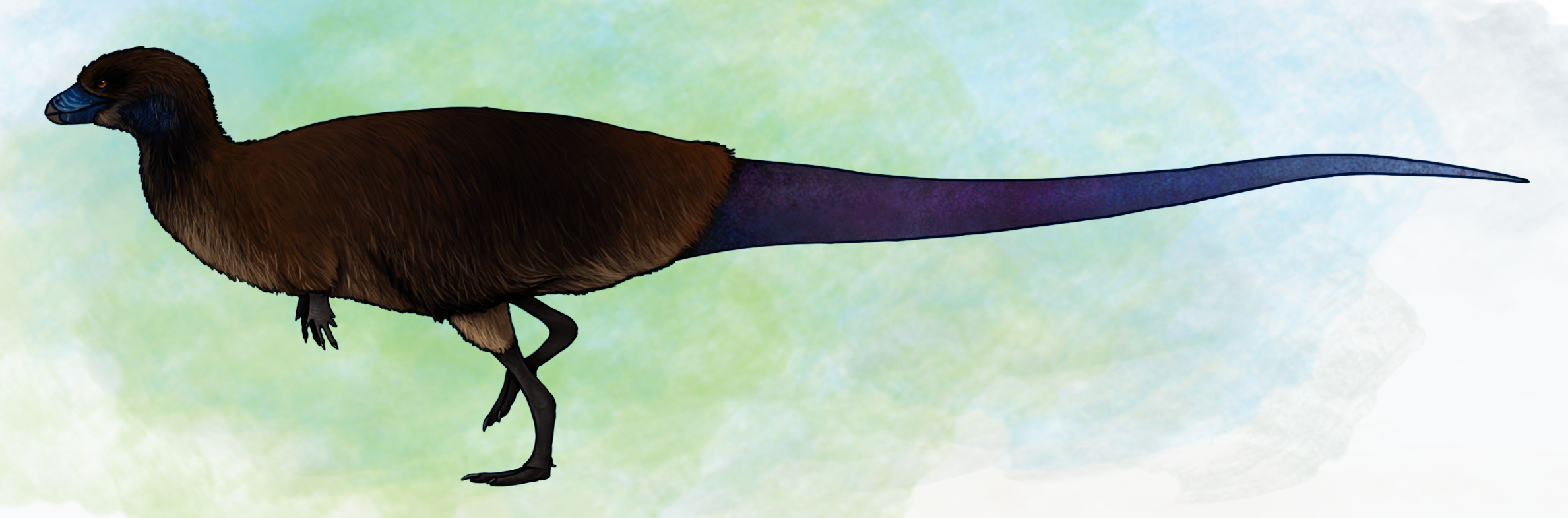
Lesothosaurus
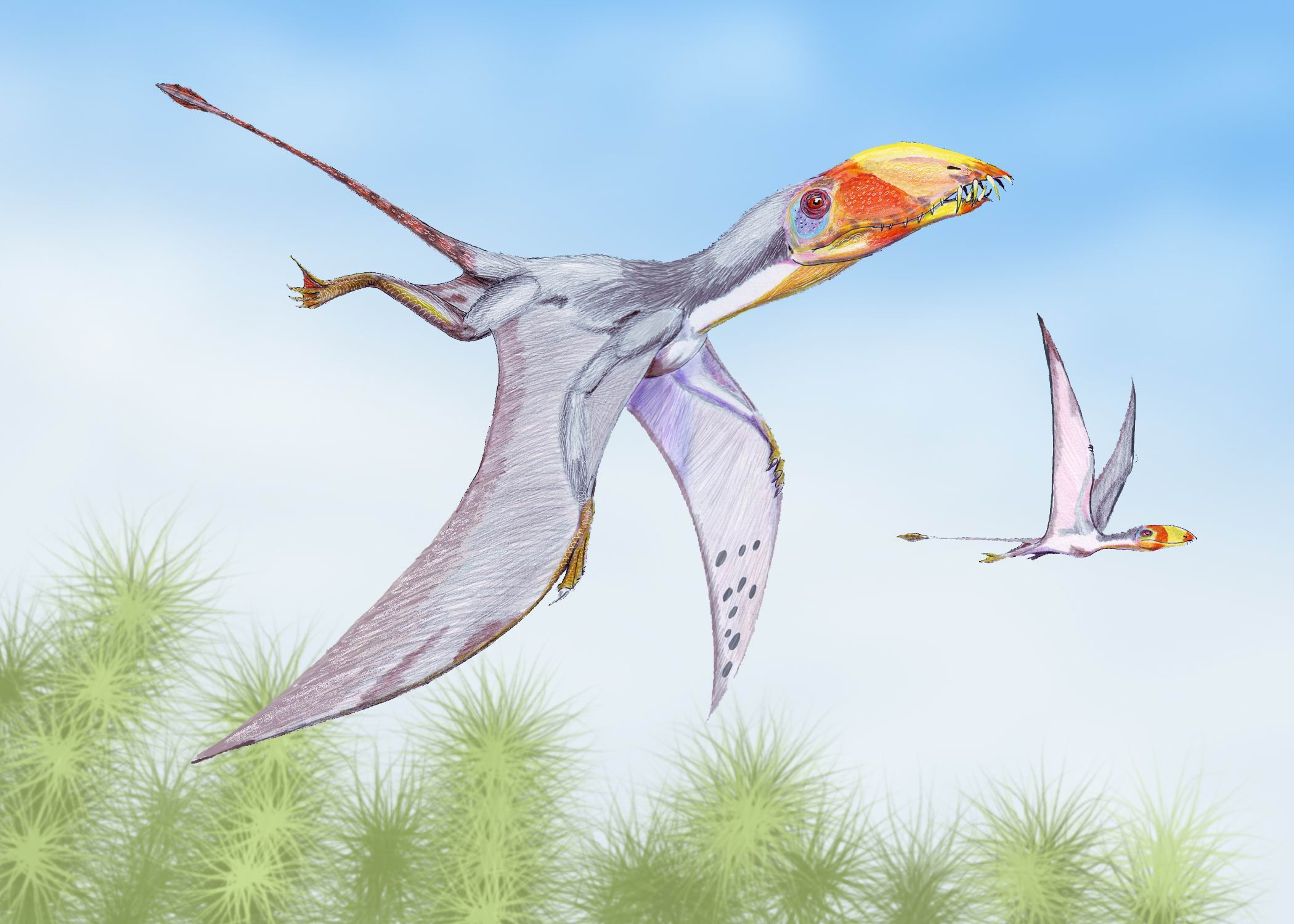
Dimorphodon